# Liste de ponts du Chili
Cette liste de ponts du Chili a pour vocation de présenter une liste de ponts remarquables, tant par leurs caractéristiques dimensionnelles, que par leur intérêt architectural ou historique. 

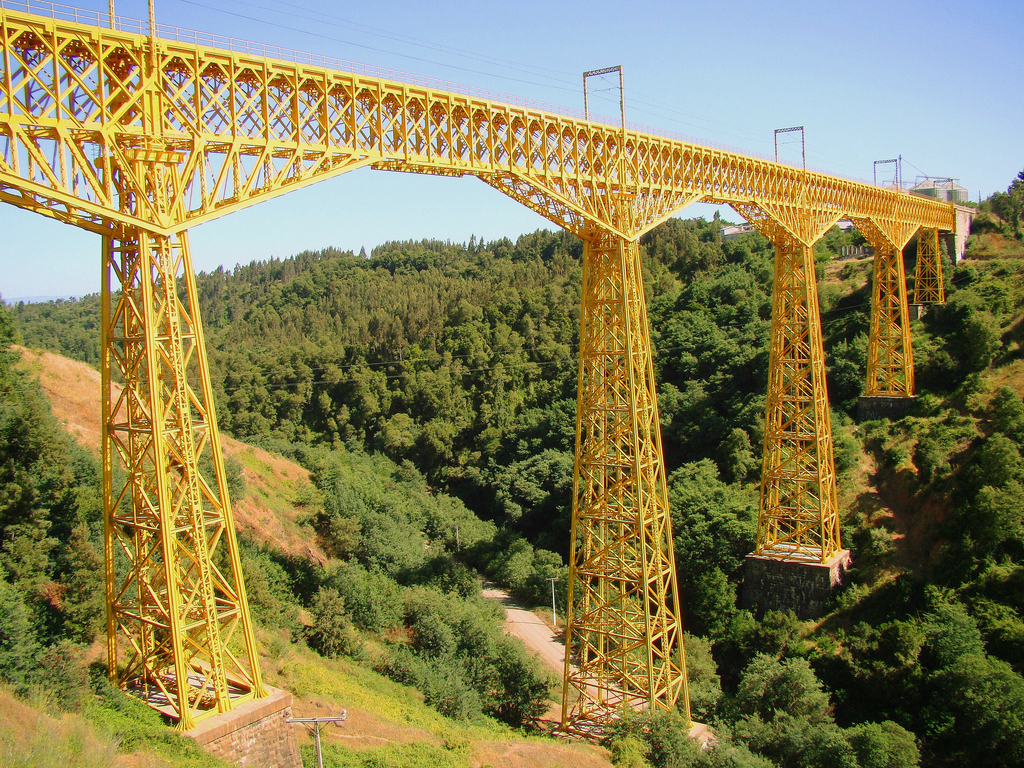
Le viaduc du Malleco.

La catégorie lien donne la classification de l'ouvrage parmi ceux présentés et propose un lien vers la fiche technique du pont sur le site Structurae, base de données et galerie internationale d'ouvrages d'art. La liste peut être triée selon les différentes entrées du tableau pour voir ainsi les ponts en arc ou les ouvrages les plus récents par exemple.
Les colonnes portée et longueur, exprimées en mètres indiquent respectivement la distance entre les pylônes de la travée principale et la longueur totale de l'ouvrage, viaducs d'accès compris.

## Ponts présentant un intérêt historique ou architectural
|                                         |   | Nom                                | Distinction                                                                                 | Long. | Type                              | Voie portée Voie franchie       | Date | Localisation                                                    | Régions   | Ref.    |
| --------------------------------------- | - | ---------------------------------- | ------------------------------------------------------------------------------------------- | ----- | --------------------------------- | ------------------------------- | ---- | --------------------------------------------------------------- | --------- | ------- |
| Puente Ferroviario Biobío en Concepción | 1 | Pont ferroviaire sur le Biobío     |                                                                                             | 1889  | Treillis Acier                    | 1 voie ferroviaire Río Biobío   | 1889 | Concepción - San Pedro de la Paz 36° 49′ 40″ S, 73° 04′ 40,5″ O | Biobío    | [ 1 ]   |
| Viaducto del Malleco                    | 2 | Viaduc du Malleco                  | Classé monument historique                                                                  | 347   | Treillis Acier                    | 1 voie ferroviaire Malleco      | 1890 | Collipulli 37° 57′ 47,3″ S, 72° 26′ 19,1″ O                     | Araucanie | [ M 1 ] |
| Puente Maipo                            | 3 | Pont Maipo                         |                                                                                             |       | Treillis Acier                    | 2 voies ferroviaires Maipo      |      | San Bernardo - Buin 33° 41′ 24,3″ S, 70° 43′ 21,6″ O            | Santiago  |         |
| Puente Quino                            | 4 | Puente Quino hors service          |                                                                                             |       | Arc Acier, tablier porté          | 1 voie ferroviaire Río Quino    |      | Victoria 38° 21′ 33,7″ S, 72° 31′ 33,4″ O                       | Araucanie |         |
| Puente ferroviario de Nueva Imperial    | 5 | Pont ferroviaire de Nueva Imperial | Construit par la société française Schneider                                                | 432   | Treillis Acier                    | 1 voie ferroviaire Río Cholchol | 1909 | Nueva Imperial 38° 44′ 32,2″ S, 72° 57′ 30,9″ O                 | Araucanie |         |
| Puente Pedro de Valdivia                | 6 | Pont Pedro de Valdivia             | Resista au séisme de 1960 de Valdivia (9,5 de magnitude, la plus élevée jamais enregistrée) |       | Poutre-caisson Béton précontraint | Los Robles Río Valdivia         | 1954 | Valdivia 39° 48′ 41,7″ S, 73° 14′ 56″ O                         | Fleuves   | [ 2 ]   |

## Grands ponts
Ce tableau présente les ouvrages ayant des portées supérieures à 100 mètres (liste non exhaustive).
|                                         |   | Nom                         | Portée    | Long. | Type                                           | Voie portée Voie franchie             | Date | Localisation                                        | Régions                                   | Ref.  |
| --------------------------------------- | - | --------------------------- | --------- | ----- | ---------------------------------------------- | ------------------------------------- | ---- | --------------------------------------------------- | ----------------------------------------- | ----- |
|                                         | 1 | Pont de Chiloé en projet    | 1100 +940 | 2670  | Haubané Trois pylônes                          | Canal de Chacao                       | 2018 | Île de Chiloé - Chacao 41° 47′ 35″ S, 73° 31′ 19″ O | Lacs                                      | [ 3 ] |
| Puente Presidente Ibañez                | 2 | Pont du Président Ibañez    | 210       | 210   | Suspendu Tablier treillis acier, pylônes acier | 240 Río Aisén                         | 1966 | Puerto Aysén 45° 24′ 16,5″ S, 72° 41′ 04,4″ O       | Aisén del General Carlos Ibáñez del Campo | ,     |
| Puente Yelcho                           | 3 | Pont Yelcho                 | 150       | 250   | Haubané Tablier poutres béton, pylônes béton   | Carretera Austral Lac Yelcho          | 1989 | Chaitén 43° 10′ 31,8″ S, 72° 26′ 21,7″ O            | Lacs                                      | ,     |
| Puente Presidente Eduardo Frei Montalva | 4 | Pont Eduardo Frei Montalva  | 135       | 155   | Suspendu Tablier poutres acier                 | S-36 Río Imperial                     | 1949 | Carahue 38° 43′ 07″ S, 73° 10′ 30,9″ O              | Araucanie                                 | [ 7 ] |
|                                         | 5 | Pont Augusto Grosse         | 123       |       | Suspendu Tablier poutres acier, pylônes acier  | Río Mayer                             |      | Villa O'Higgins 48° 28′ 57,6″ S, 72° 35′ 19,3″ O    | Aisén del General Carlos Ibáñez del Campo | [ 8 ] |
| Puente Lago General Carrera             | 6 | Pont du lac General Carrera |           |       | Suspendu Tablier poutres acier, pylônes acier  | Carretera Austral Lac General Carrera | 1989 | El Maitén 46° 50′ 44″ S, 72° 48′ 10,3″ O            | Aisén del General Carlos Ibáñez del Campo | [ 9 ] |
| Puente Puelo                            | 7 | Pont Puelo                  |           |       | Pont à béquilles Acier                         | V-69 Río Puelo                        |      | Puelo 41° 38′ 49,1″ S, 72° 17′ 36,6″ O              | Lacs                                      |       |